# Camilla Mordhorst
Camilla Mordhorst (født 8. september 1970) er direktør for Dansk Kulturinstitut.
Camilla Mordhorst er student fra Nørre Gymnasium 1989, uddannet cand.comm. i kommunikation og europæisk etnologi fra Roskilde Universitet 1996 og ph.d. ved RUC og  Nationalmuseet 2003. I 2004 blev hun ansat ved Medicinsk Museion. Fra 2009-13 var hun museumsinspektør og leder af formidlingsenheden ved Københavns Museum. Fra 1. juni 2013 var Camilla Mordhorst direktør for Museet for Søfart i Helsingør, hvor hun efterfulgte Jørgen Selmer.
1. maj 2015 tiltrådte hun som vicedirektør på Nationalmuseet.
Camilla Mordhorst tiltrådte 1. januar 2019 stillingen som direktør for Dansk Kulturinstitut.